# Monarque (1747)
Pour les articles homonymes, voir Monarque (homonymie).
Pour les autres navires du même nom, voir HMS Monarch.

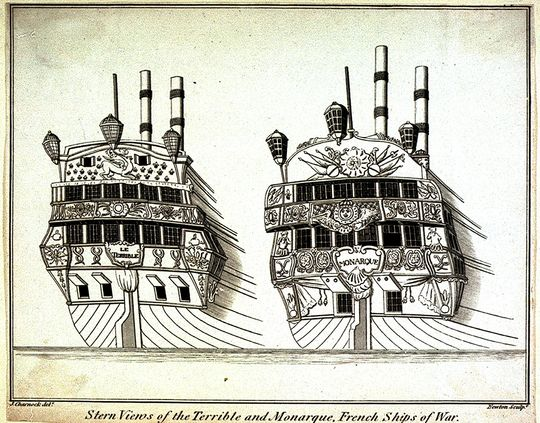
Deux des vaisseaux français capturés à la bataille du cap Finisterre. Le Monarque est à droite.

Le Monarque est un vaisseau de ligne de troisième rang de 74 canons de la Marine royale française. C'est un vaisseau de force à deux ponts lancé selon les normes définies dans les années 1740 par les constructeurs français pour obtenir un bon rapport coût/manœuvrabilité/armement afin de faire face à la marine anglaise qui dispose de beaucoup plus de navires depuis la fin des guerres de Louis XIV. Il est capturé en octobre 1747 par les Britanniques et intégré dans la Royal Navy sous le nom de  HMS Monarch.

## Carrière
Le Monarque est construit à la fin de la guerre de Succession d'Autriche, mais il reste moins d'un an dans la marine royale française. Il est capturé par les Britanniques seulement trois mois après son lancement lors d'une mission d'escorte d'un gros convois marchand vers les Antilles. 
Il fait partie des vaisseaux capturés par la flotte de l'amiral Hawke lors de la deuxième bataille du cap Finisterre en octobre 1747. Intégré au sein de la Royal Navy, il sert pendant le reste du conflit en tant que navire de garde et de transport de troupes. Il reprend du service pendant la guerre de Sept Ans. Il fait partie des flottes envoyées en Amérique du Nord et en Méditerranée sous les ordres d'Edward Hawke, Edward Boscawen et Henry Osborn. Il est commandé un temps par le futur amiral George Rodney.
Le HMS Monarch est le lieu d'exécution de l'amiral Sir John Byng, qui est condamné à mort pour n'avoir pas fait tout son possible pendant la bataille de Minorque. Il est exécuté sur le gaillard d'arrière du Monarch le 14 mars 1757. Le Monarch est envoyé en Méditerranée pendant les dernières années de la guerre de Sept Ans, et joue un rôle important dans la victoire britannique lors de la bataille de Carthagène. De retour en Grande-Bretagne, il est affecté au service de port, avant d'être finalement vendu pour démantèlement en 1760.